# سفارة بولندا في إستونيا
سفارة بولندا في إستونيا هي أرفع تمثيل دبلوماسي لدولة بولندا لدى إستونيا. تقع السفارة في وهي تهدف لتعزيز المصالح البولندية في إستونيا.

## وصلات خارجية
- الموقع الرسمي
- قائمة سفارات بولندا
- قائمة السفارات في إستونيا